# Benátský dóže

Dóžecí čapka, italsky "corno dogale" (dosl. dóžecí roh), symbol benátského panovníka.

Benátský dóže (italsky doge di Venezia, benátsky doze nebo starým názvem doxe, /'doce/) je někdejší titul nejvyšších představitelů města Benátek a celé Benátské republiky. 

## Historie

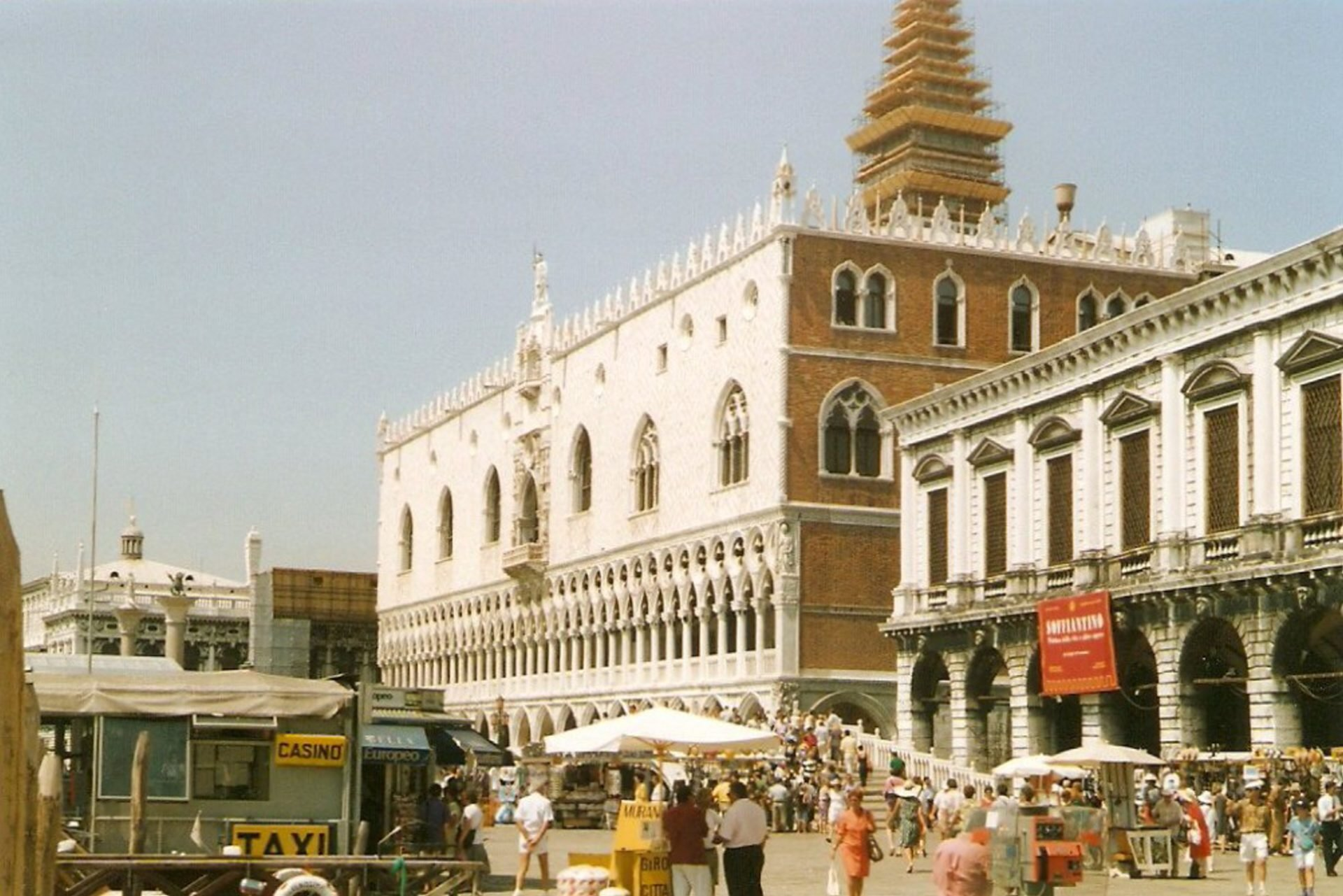
Dóžecí palác v Benátkách

Řada vládců Benátek začíná vyčleněním byzantské správní jednotky zvané benátský dukát (vévodství) z italského exarchátu. Benátský dóžecí titul byl vytvořen v 7. století a po více než tisíc let byl oficiálním titulem nejvyšších představitelů Benátek.
Titul dóžete (italsky doge) je poměrně vzácný, ne však ojedinělý italský titul. Výraz doge je odvozen od latinského knížecího titulu dux. Benátská dóžata byla volena doživotně nejvyššími představiteli města a státu. V Benátkách byl propracovaný systém kombinující monarchistické prvky i s její okázalostí a republikánskou (aristokratickou) ústavnost s kontrolou moci, což ze "Serenissimy" činí učebnicový příklad aristokratické republiky.
I přes značnou moc, jíž benátská dóžata požívala, byla zákonem omezena (na rozdíl od dóžat Janovské republiky) strávit zbytek svého života v Dožecím paláci a přilehlé bazilice sv. Marka a jen příležitostně směla tuto část města opouštět při diplomatických a slavnostních příležitostech.